# بيل ويلوبي
بيل ويلوبي (بالإنجليزية: Bill Willoughby)‏ مواليد 20 مايو 1957 في إنغلوود، هو لاعب كرة سلة أمريكي معتزل. بدأ مسيرته الاحترافية في سنة 1975. تم اختياره من قبل فريق أتلانتا هوكس خلال الدرافت. يبلغ طوله 6 قدم 8 بوصة (2.0 م). اعتزل اللعب في 1984. لعب مع فرق عديدة مثل بوفالو بريفز وكليفلاند كافالييرز.

## روابط خارجية
- بيل ويلوبي على موقع إن بي أي (الإنجليزية)
- بيل ويلوبي على موقع سبورتس رفرنس (الإنجليزية)
- بيل ويلوبي على موقع ريلجم (الإنجليزية)
- بيل ويلوبي على موقع بروبوليرز (الإنجليزية)